# Poma Carabruta
Poma Carabruta es una variedad cultivar de manzano (Malus domestica) Esta manzana es un cultivo de variedad de la herencia de San Juan Despí (provincia de Barcelona) desde el siglo XIX.

## Sinónimos
- "Manzana Carabruta"
- "Manzana Cara Sucia".

## Historia
Antes de la construcción del canal de la Infanta, San Juan Despí era un pueblo totalmente agrícola con cultivos de secano, básicamente cereales. En 1817 se empieza la obra del canal de la Infanta, con fines puramente agrícolas, que desde Molins de Rey hasta Barcelona lleva agua y pasa por las poblaciones del bajo Llobregat. Esto permitió que se dinamizara la zona con cultivos de regadío, se mejorara la intensificación, se diversificaran los cultivos y aumentara la producción.
Con la relativa abundancia de agua el campesinado de San Juan Despí comenzó a confiar en la plantación de árboles frutales, sobre todo manzanos; a principios del siglo XIX, se introduce la manzana 'Poma Carabruta' en los campos de San Juan Despí (provincia de Barcelona); había tres variedades: 'Camosa', Mallanga' y 'Poma Carabruta'.
Actualmente su desaparición es la consecuencia de dos factores; el primero, su baja rentabilidad, produce poco fruto, y es que cuando se aclaraba el árbol de cada nueva floración solo se dejaba una; el segundo es el cambio climático, ya que desde los años 50 del siglo XX hasta ahora la temperatura ha subido significativamente y este frutal necesita unos cuantos grados menos para poder desarrollarse correctamente. Por estos motivos fue una fruta en recesión y prácticamente a desaparecido el cultivo. A comienzos del siglo XXI ya solo quedan unos pocos árboles testimoniales.

## Características
'Poma Carabruta' es una manzana de epidermis áspera, de forma achatada, color marrón, tamaño pequeño, pero muy sabrosa y buena al paladar, que madura entre los últimos diez días de septiembre y los primeros de octubre.

## 'Poma Carabruta' en la cultura popular
En Sant Joan Despí hay una escultura formada por tres piezas en la confluencia de la Rambla Josep Maria Jujol con la avenida de Barcelona, un acto de homenaje al mundo rural y más concretamente en la manzana 'Poma Carabruta', muy apreciada por su gusto particular, y de la que se conserva la esencia en unas pastas que elabora una pastelería de la población.